# Roseville (Illinois)
Pour les articles homonymes, voir Roseville.
Roseville est un village situé au sud du comté de Warren dans l'Illinois, aux États-Unis,. Il est incorporé le 26 août 1875.

## Démographie
Lors du recensement de 2010, le village comptait une population de 989 habitants. Elle est estimée, en 2016, à 971 habitants.

### Source de la traduction
- (en) Cet article est partiellement ou en totalité issu de l’article de Wikipédia en anglais intitulé « Roseville, Illinois » (voir la liste des auteurs).